# Situla (ceramica greca)
La situla, intesa come forma vascolare in terracotta a due anse, tipica della Grecia orientale di epoca arcaica è un contenitore di forma tubolare, con un leggero rigonfiamento alla base e orlo largo e piatto, al di sotto del quale si impostano due piccole anse verticali. Erano oggetti d'uso domestico di origine rodia, attestati a partire dalla fine del VII secolo a.C. da alcuni esemplari trovati a Vroulia e datati tra VII e VI secolo a.C. Le situle greco-orientali sono generalmente decorate in modo semplice con fasce di vernice nera e ornamenti lineari; gli esemplari prodotti con intenti ornamentali sono rari e presentano un anello a rilievo tra le anse e l'orlo.

## Le situle di Daphnai
Le situle di Daphnai derivano il nome dal primo ritrovamento a Tell Defenneh in Egitto, nel luogo che si ritiene essere stato la fortezza dell'antica Daphnai, costruita da Psammetico I nel VII secolo a.C. e abitata da mercenari greci provenienti dalla Caria e dalla Ionia. Alla presenza di queste guarnigioni greche si devono i resti ceramici (ceramica attica a figure nere, ceramica di Fikellura, ceramica clazomenia) scavati da Flinders Petrie nel 1886, tra i quali si distinsero circa trenta esemplari che lo stesso archeologo chiamò situle.

### Classificazione
Si distinguono due gruppi principali (gruppo B e gruppo C) che differiscono per alcuni aspetti decorativi e per il tipo di fabbricazione. Entrambi i gruppi hanno il corpo suddiviso in tre campi, il campo superiore tra le anse è figurato e talvolta diviso in tre pannelli. I dettagli delle figure sono segnati sia con porpora aggiunto sia con incisioni. Le anse sono frequentemente zigrinate.
Il gruppo B (comprendente esemplari trovati a Tell Defenneh, Rodi e Menfi) ha pareti spesse e talvolta decorazioni di derivazione subgeometrica affiancano un pannello figurato centrale nel campo principale fra le anse; i campi inferiori sono dipinti di nero e separati da fasce a risparmio; il luogo di origine sembra essere Rodi e sono datate circa al secondo quarto del VI secolo a.C.
Il gruppo C (da Ialiso e Tell Defenneh) ha l'argilla di un marrone più chiaro, la parete è sottile e i campi inferiori sono decorati con fiori di loto, palmette e boccioli pendenti, incisi e con color porpora aggiunto, una decorazione simile a quella che si trova nelle coppe di Vroulia. È datato tra il 530 e il 500 a.C. ma il luogo di origine allo stato degli studi può trovarsi a Rodi quanto a Tell Defenneh.